# 卷心菜市场

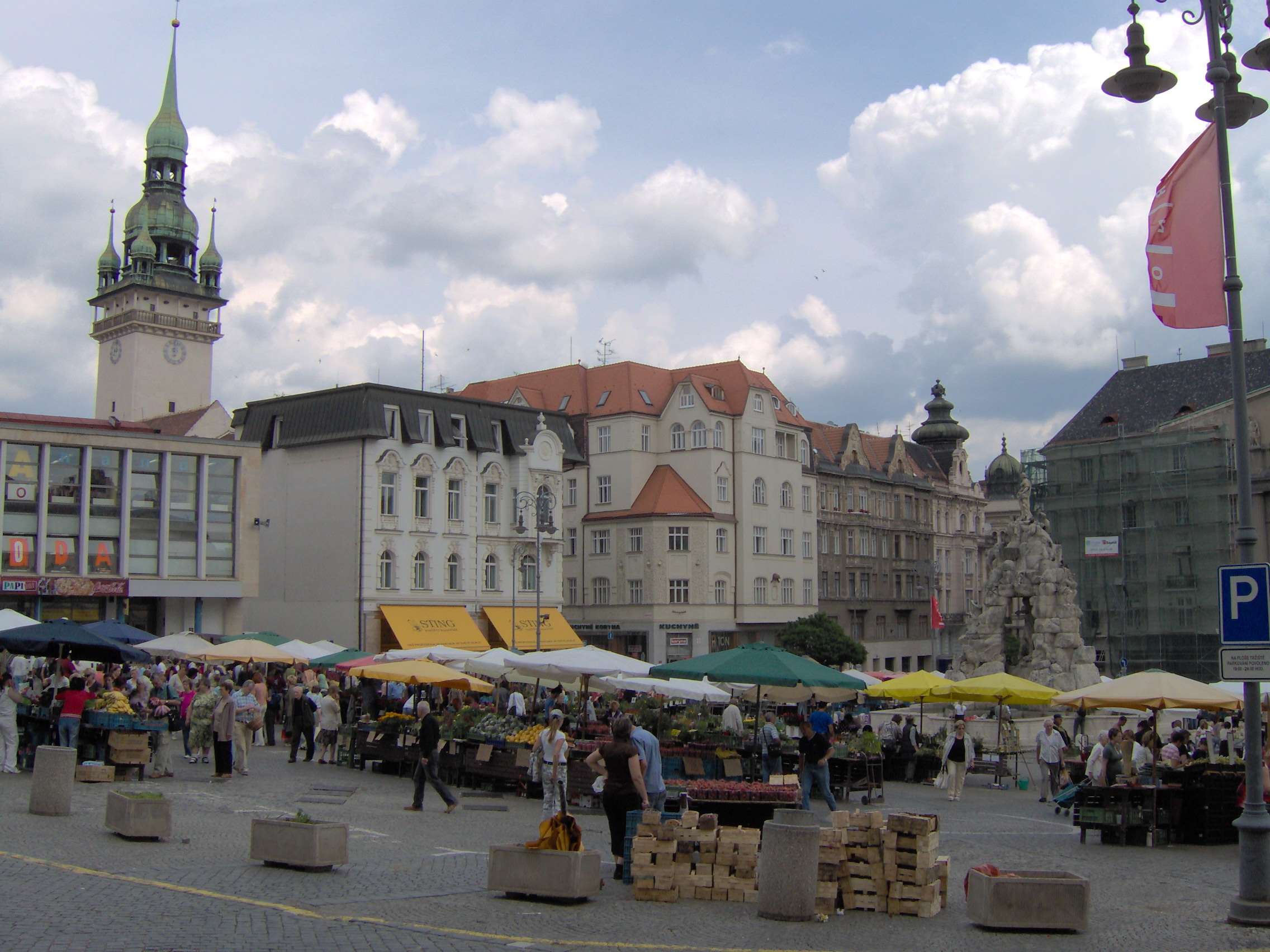
卷心菜市场，塔顶属于旧市政厅

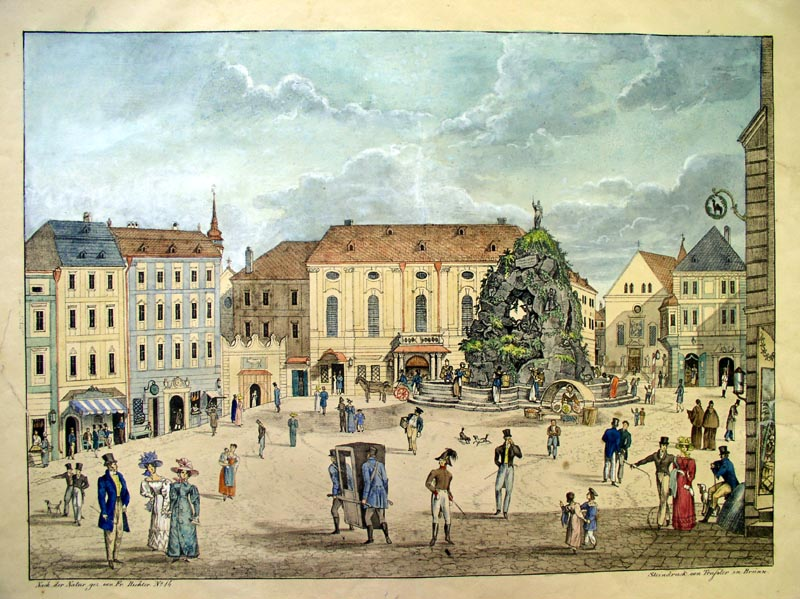
1827年的卷心菜市场

卷心菜市场（德语：Krautmarkt）是捷克布尔诺旧城的一个广场。广场位于彼得罗夫山下，市中心自由广场以南约400码，为一长方形坡地。大部分地区被用来作为一个市场，出售水果，蔬菜，花卉等，南部和东部边缘用作停车场。 
广场原名上市场（Horní trh），创建于13世纪。在15世纪，得到今日名称卷心菜市场。
支配广场的是17世纪后期的帕纳瑟斯喷泉（kašna Parnas），大致位于广场中部。喷泉由约翰·伯恩哈德·菲舍尔设计，1693年-1695年由亚当·托比亚斯·克拉克建于维也纳。在广场的顶部是圣三、圣母、臬玻穆的若望、sv. Primitiv和圣君士坦丁以及两个天使的巴洛克雕像，是Antonin Schweigl 1729年的作品。广场周围的主要建筑物包括迪特里西斯坦宫（Dietrichsteinský palác，摩拉维亚博物馆）、Husa剧院（Divadlo Husa na provázku，原palác Hausperských z Fanalu宫），Zdar 修道院院长宫，称为小家伙（Malý Špalíček，合并4幢哥特式和文艺复兴房屋）以及最近装修的Reduta剧场（divadlo Reduta）。
布尔诺中心区的历史特点在20世纪50年代遭到破坏 - 在广场的西北角兴建了商场大楼（emporium）。

全景